# Peniel Mlapa
Peniel Kokou Mlapa (Lomé, 20 februari 1991) is een in Togo geboren Duitse voetballer die doorgaans als aanvaller speelt. Hij verruilde Dynamo Dresden in juli 2019 voor VVV-Venlo, dat hem in het voorgaande seizoen al huurde. Mlapa debuteerde in 2017 in het Togolees voetbalelftal.

## Carrière
Mlapa kwam als tweejarige peuter met zijn familie naar München en begon zijn voetballoopbaan bij FC Unterföhring. In 1999 werd hij opgenomen in de jeugdopleiding van TSV 1860 München waar hij op 17 mei 2009 ook zijn profdebuut maakte in een thuiswedstrijd tegen Alemannia Aachen (1-1). In de zomer van 2010 tekende Mlapa een driejarig contract bij TSG 1899 Hoffenheim. Daar kwam hij tot 54 wedstrijden in de Bundesliga, waarin hij vijf keer scoorde. Voor aanvang van het seizoen 2012/13 werd de aanvaller voor een bedrag van 3 miljoen euro getransfereerd naar Borussia Mönchengladbach. Bij die club maakte Mlapa op 4 oktober 2012 ook zijn Europese debuut, tijdens een thuiswedstrijd tegen Fenerbahçe (2-4) in de groepsfase van de Europa League. In het seizoen 2014/15 werd Mlapa door Borussia uitgeleend aan 1. FC Nürnberg uit de 2. Bundesliga. Een jaar later vertrok hij naar het door Gertjan Verbeek getrainde VfL Bochum dat eveneens in de 2. Bundesliga uitkomt. Hij scoorde er 13 goals in 62 competitiewedstrijden.
Op 31 augustus 2017 tekende Mlapa een driejarig contract bij Dynamo Dresden waar hij minder trefzeker was, met slechts vier doelpunten in 21 competitieduels. Eind juni 2018 werd hij voor de duur van een jaar uitgeleend aan VVV-Venlo dat daarbij tevens een optie tot koop bedong. Mlapa groeide dat jaar uit tot clubtopscorer in Venlo met vijftien doelpunten, goed voor een elfde plaats op de topschutterslijst van de Eredivisie in 2018/19. Na afloop van het seizoen lichtte VVV de optie tot koop en legde hem vast tot 2022. Naar verluidt betaalde de club hiervoor een transfersom van 500.000 of 800.000 euro, met de intentie om hem door te verkopen voor een bedrag van circa 2,5 miljoen euro. Nog voor aanvang van het 2019/20 vertrok de spits naar Al-Ittihad Kalba uit de Verenigde Arabische Emiraten om er een tweejarig contract te tekenen. In november 2020 werd die verbintenis met nog eens twee jaar verlengd. In januari 2023 verruilde hij Al-Ittihad voor Al-Nasr. In maart 2024 vertrok Mlapa naar Zuid-Korea waar hij een contract tekende bij Daejeon Hana Citizen dat uitkomt in de K League 1. Een half jaar maakte hij een binnenlandse transfer naar Busan IPark dat een niveau lager acteert. In januari 2023 verruilde hij Al-Ittihad voor Al-Nasr. Vervolgens verruilde Mlapa Zuid-Korea voor Thailand, waar hij in januari 2025 een contract tekende tot het einde van het seizoen bij Port FC.

## Clubstatistieken

### Beloften
| Seizoen                    | Club                        | Competitie        | Competitie | Competitie | Overig | Overig | Totaal | Totaal |
| Seizoen                    | Club                        | Competitie        | Wed.       | Dlp.       | Wed.   | Dlp.   | Wed.   | Dlp.   |
| -------------------------- | --------------------------- | ----------------- | ---------- | ---------- | ------ | ------ | ------ | ------ |
| 2008/09                    | TSV 1860 München II         | Regionalliga Süd  | 3          | 0          | —      | —      | 3      | 0      |
| 2009/10                    | TSV 1860 München II         | Regionalliga Süd  | 10         | 5          | —      | —      | 10     | 5      |
| 2011/12                    | TSG 1899 Hoffenheim II      | Regionalliga Süd  | 3          | 0          | —      | —      | 3      | 0      |
| 2012/13                    | Borussia Mönchengladbach II | Regionalliga West | 4          | 0          | —      | —      | 4      | 0      |
| 2013/14                    | Borussia Mönchengladbach II | Regionalliga West | 2          | 1          | —      | —      | 2      | 1      |
| Totaal beloften            | Totaal beloften             | Totaal beloften   | 22         | 6          | 0      | 0      | 22     | 6      |
| Bijgewerkt op 26 juni 2021 |                             |                   |            |            |        |        |        |        |

### Senioren
| 2008/09                               | TSV 1860 München         | 2. Bundesliga   | 2   | 0  | 0  | 0 | —  | —  | 2   | 0   |
| 2009/10                               | TSV 1860 München         | 2. Bundesliga   | 21  | 6  | 2  | 0 | —  | —  | 23  | 6   |
| 2010/11                               | TSG 1899 Hoffenheim      | Bundesliga      | 30  | 4  | 4  | 1 | —  | —  | 34  | 5   |
| 2011/12                               | TSG 1899 Hoffenheim      | Bundesliga      | 24  | 1  | 4  | 0 | —  | —  | 28  | 1   |
| 2012/13                               | Borussia Mönchengladbach | Bundesliga      | 20  | 2  | 1  | 0 | 5  | 1  | 26  | 3   |
| 2013/14                               | Borussia Mönchengladbach | Bundesliga      | 5   | 1  | 0  | 0 | —  | —  | 5   | 1   |
| 2014/15                               | → 1. FC Nürnberg         | 2. Bundesliga   | 24  | 3  | 1  | 0 | —  | —  | 25  | 3   |
| 2015/16                               | VfL Bochum               | 2. Bundesliga   | 28  | 5  | 3  | 0 | —  | —  | 31  | 5   |
| 2016/17                               | VfL Bochum               | 2. Bundesliga   | 32  | 8  | 1  | 0 | —  | —  | 33  | 8   |
| 2017/18                               | VfL Bochum               | 2. Bundesliga   | 2   | 0  | 0  | 0 | —  | —  | 2   | 0   |
| 2017/18                               | Dynamo Dresden           | 2. Bundesliga   | 21  | 4  | 1  | 0 | —  | —  | 22  | 4   |
| 2018/19                               | → VVV-Venlo              | Eredivisie      | 30  | 15 | 2  | 0 | —  | —  | 32  | 15  |
| 2019/20                               | Al-Ittihad Kalba         | UAE Liga        | 18  | 11 | 2  | 2 | 4  | 3  | 24  | 16  |
| 2020/21                               | Al-Ittihad Kalba         | UAE Liga        | 22  | 12 | 1  | 0 | 5  | 5  | 28  | 17  |
| 2021/22                               | Al-Ittihad Kalba         | UAE Liga        | 20  | 8  | 2  | 0 | 3  | 1  | 25  | 9   |
| 2022/23                               | Al-Ittihad Kalba         | UAE Liga        | 9   | 0  | 1  | 1 | 2  | 1  | 12  | 2   |
| 2022/23                               | Al-Nasr                  | UAE Liga        | 12  | 1  | 2  | 0 | 1  | 0  | 15  | 1   |
| 2024                                  | Daejeon Hana Citizen     | K League 1      | 16  | 4  | 2  | 1 | 0  | 0  | 18  | 5   |
| 2024                                  | Busan IPark              | K League 2      | 14  | 4  | 0  | 0 | 0  | 0  | 14  | 4   |
| 2024/25                               | Port FC                  | Thai League 1   | 3   | 1  | 0  | 0 | 1  | 1  | 4   | 2   |
| Totaal senioren                       | Totaal senioren          | Totaal senioren | 353 | 90 | 29 | 5 | 21 | 12 | 403 | 107 |
| Carrièretotaal                        | Carrièretotaal           | Carrièretotaal  | 375 | 96 | 29 | 5 | 21 | 12 | 425 | 113 |
| Bijgewerkt tot en met 8 februari 2025 |                          |                 |     |    |    |   |    |    |     |     |

1Overige officiële wedstrijden, te weten UEFA Europa League, UAE League Cup en Thai League Cup.

## Interlandcarrière
Op 7 oktober 2009 maakte Mlapa zijn debuut voor het Duits voetbalelftal onder 19 jaar in een kwalificatiewedstrijd voor het EK onder 19 tegen Luxemburg onder 19 jaar. Enkele weken later werd hij door de Togolese voetbalbond opgeroepen voor de laatste WK-kwalificatiewedstrijd van het nationale team tegen Gabon. Hij sloeg deze uitnodiging echter af om te kunnen te blijven spelen voor de Duitse jeugdelftallen. Op 1 juni 2017 maakte hij alsnog zijn debuut voor Togo, in een vriendschappelijke wedstrijd tegen Nigeria.
| Interlands van Peniel Mlapa voor Togo | Interlands van Peniel Mlapa voor Togo | Interlands van Peniel Mlapa voor Togo | Interlands van Peniel Mlapa voor Togo | Interlands van Peniel Mlapa voor Togo | Interlands van Peniel Mlapa voor Togo |
| №                                     | Datum                                 | Wedstrijd                             | Uitslag                               | Competitie                            | Goals                                 |
| Als speler van VfL Bochum             | Als speler van VfL Bochum             | Als speler van VfL Bochum             | Als speler van VfL Bochum             | Als speler van VfL Bochum             | Als speler van VfL Bochum             |
| ------------------------------------- | ------------------------------------- | ------------------------------------- | ------------------------------------- | ------------------------------------- | ------------------------------------- |
| 1                                     | 1 juni 2017                           | Nigeria – Togo                        | 3 – 0                                 | Vriendschappelijk                     | 0                                     |
| 2                                     | 4 juni 2017                           | Togo – Comoren                        | 2 – 0                                 | Vriendschappelijk                     | 0                                     |
| 3                                     | 11 juni 2017                          | Algerije – Togo                       | 1 – 0                                 | Kwalificatie Afrika Cup               | 0                                     |
| Als speler van Dynamo Dresden         |                                       |                                       |                                       |                                       |                                       |
| 4                                     | 31 augustus 2017                      | Togo – Niger                          | 2 – 0                                 | Vriendschappelijk                     | 0                                     |
| 5                                     | 4 september 2017                      | Togo – Malawi                         | 0 – 1                                 | Vriendschappelijk                     | 0                                     |
| 6                                     | 5 oktober 2017                        | Iran – Togo                           | 2 – 0                                 | Vriendschappelijk                     | 0                                     |
| Als speler van VVV-Venlo              |                                       |                                       |                                       |                                       |                                       |
| 7                                     | 12 oktober 2018                       | Togo – Gambia                         | 1 – 1                                 | Kwalificatie Afrika Cup               | 0                                     |
| 8                                     | 16 oktober 2018                       | Gambia – Togo                         | 0 – 1                                 | Kwalificatie Afrika Cup               | 0                                     |
| 9                                     | 18 november 2018                      | Togo – Algerije                       | 1 – 4                                 | Kwalificatie Afrika Cup               | 0                                     |
| Als speler van Al-Ittihad Kalba       |                                       |                                       |                                       |                                       |                                       |
| 10                                    | 10 september 2019                     | Togo – Comoren                        | 2 – 0                                 | Kwalificatie WK                       | 0                                     |
| 11                                    | 10 oktober 2019                       | Kaapverdië – Togo                     | 2 – 1                                 | Vriendschappelijk                     | 0                                     |
| 12                                    | 13 oktober 2019                       | Equatoriaal-Guinea – Togo             | 1 – 1                                 | Vriendschappelijk                     | 0                                     |
| 13                                    | 14 november 2019                      | Togo – Comoren                        | 0 – 1                                 | Kwalificatie Afrika Cup               | 0                                     |
| 14                                    | 18 november 2019                      | Kenia – Algerije                      | 1 – 1                                 | Kwalificatie Afrika Cup               | 0                                     |
| 15                                    | 14 november 2020                      | Egypte – Togo                         | 1 – 0                                 | Kwalificatie Afrika Cup               | 0                                     |
| 16                                    | 17 november 2020                      | Togo – Egypte                         | 1 – 3                                 | Kwalificatie Afrika Cup               | 0                                     |

## Prijzen
- Fritz Walter Medaille in goud: 2010 (beste Duitse jeugdspeler onder 19 jaar)